# روي هارفي (ملحن)
روي هارفي (بالإنجليزية: Roy Harvey)‏ هو كاتب أغاني ومغني وعازف قيثارة وملحن أمريكي، ولد في 24 مارس 1892 في مقاطعة مونرو في الولايات المتحدة، وتوفي في 11 يوليو 1958.

## وصلات خارجية
- روي هارفي على موقع ميوزك برينز (الإنجليزية)
- روي هارفي على موقع أول ميوزيك (الإنجليزية)
- روي هارفي على موقع ديسكوغز (الإنجليزية)